# Larvivora
Larvivora és un gènere d'ocells de la família dels muscicàpids (Muscicapidae). Els seus membres són rossinyols propis d'Àsia que anteriorment es classificaven als gèneres Luscinia i Erithacus.

## Llistat d'espècies
Segons la Classificació del Congrés Ornitològic Internacional (versió 12.1, 2022) aquest gènere està format per 7 espècies:
- Larvivora ruficeps - Rossinyol cap-roig.
- Larvivora brunnea - Rossinyol de l'Índia.
- Larvivora cyane - Rossinyol blau.
- Larvivora sibilans - Rossinyol xiulador.
- Larvivora akahige - Rossinyol del Japó (no confondre amb l'ocell leiòtrix bec-roig, anomenat popularment en català també com a rosssinyol del Japó).
- Larvivora komadori - Rossinyol de les Ryukyu.
- Larvivora namiyei - Rossinyol d'Okinawa.

Tanmateix, el Handook of the Birds of the World i la quarta versió de la BirdLife International Checklist of the birds of the world (desembre 2019), compten 8 espècies, car es segueix el criteri taxonòmic, de segmentar una subespècie del rossinyol del Japó (L.a. tanensis) en una espècie apart:
- Larvivora tanensis - Rossinyol de les Izu.

## Taxonomia
Les set espècies del gènere anteriorment estaven classificades en altres gèneres. Un ampli estudi de 2010 demostrà que el gènere Luscinia i Erithacus, com foren definits per Edward C. Dickinson el 2003 no eren monofilètics. Aleshores es reinstauà el gènere Larvivora amb l'espècie tipus, el rossinyol blau, per reubicar aquest nou clade ben definit, que contenia també el rossinyol del Japó i altres espècies que es classificaven a Luscinia. Tot i que el rossinyol cap-roig no es va incloure a l'estudi filogenètic, es va traslladar al gènere ressuscitat, donat que és similar en estructura, cant i comportament al rossinyol de l'India i el rossinyol blau.